# Jacob Koninck den yngre

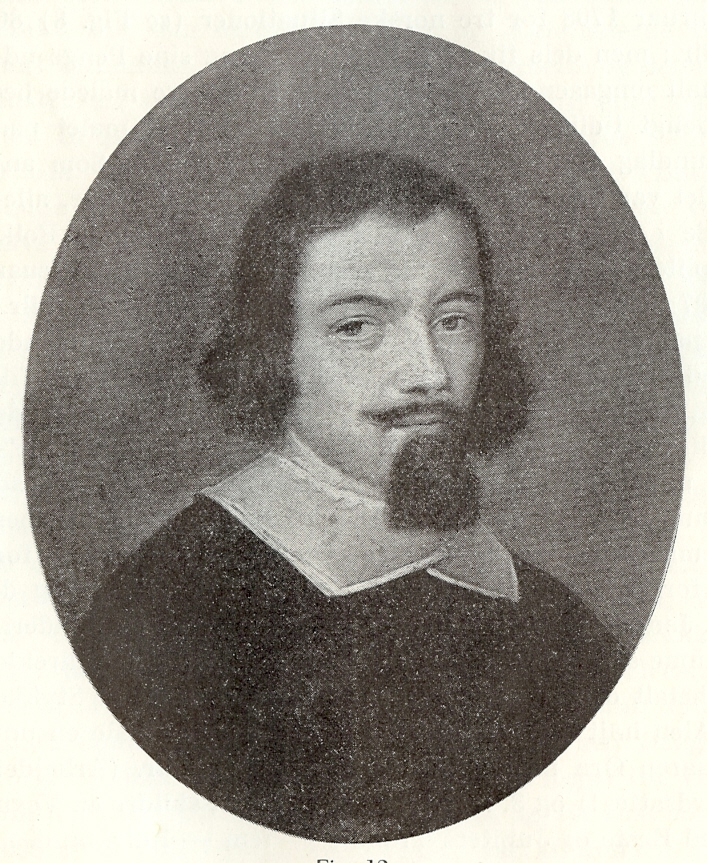
Självporträtt av Jacob Koninck den yngre.

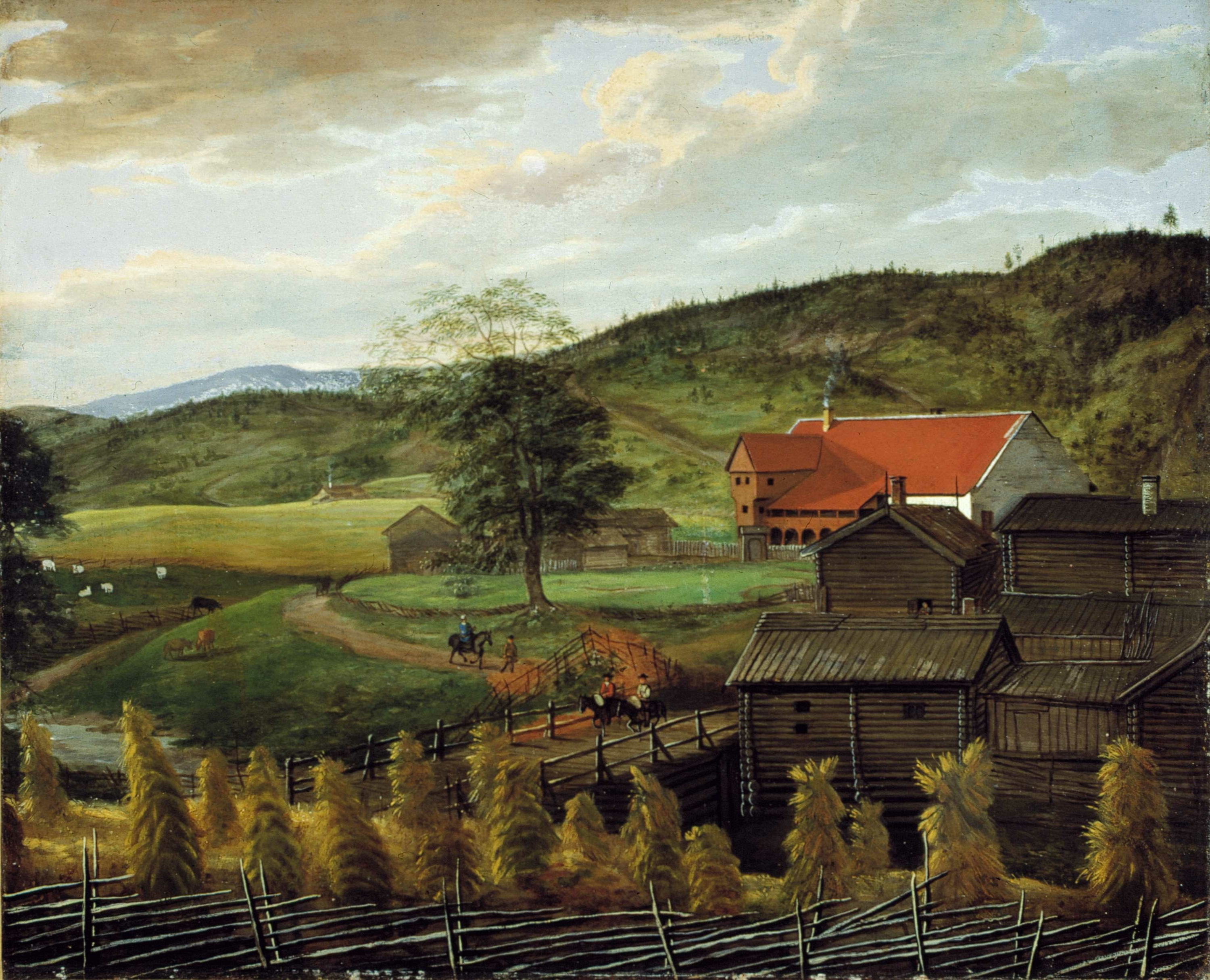
Geitabru och Oslo Hospital i Oslo, målning av Jacob Koninck den yngre 1699

Jacob Koninck (skrev sig Konig eller König), född omkring 1648, död 16 juli 1724, var en målare från Republiken Förenade Nederländerna. Han var son till Jacob Koninck den äldre och kusin till Salomon Koninck.
Koninck blev använd som hovmålare i Danmark och utförde dels porträtt, dels landskap, särskilt utsikter från Norge.